# Société asiatique de Calcutta
Pour les articles homonymes, voir Asiatic Society et Société asiatique.
 (janvier 2018).
La Société asiatique (en anglais The Asiatic Society) a été fondée par William Jones le 15 janvier 1784 à Calcutta, alors siège de la Compagnie anglaise des Indes orientales. C'est la première association savante consacrée à la recherche et l'étude des langues et civilisations orientales. 

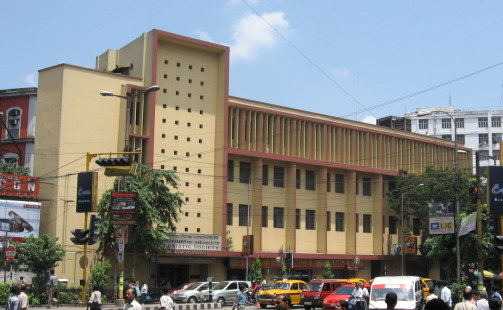
le nouveau bâtiment de la Société asiatique (1965).

## Histoire

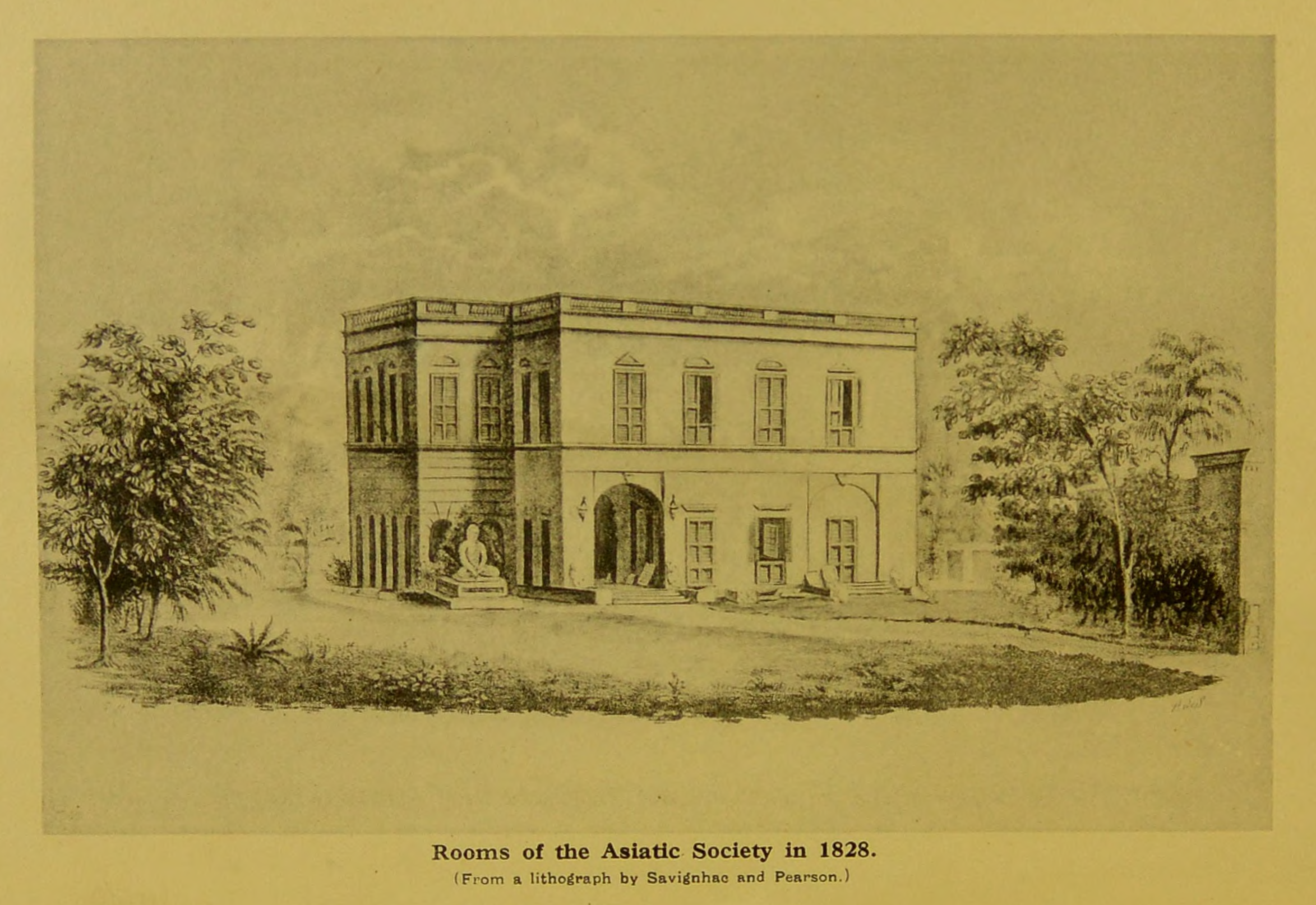
La 'Société asiatique' en 1828

Le fondateur William Jones - qui en est également le premier président - en donne les larges perspectives : «les limites de ses investigations [de la Société] seront les limites géographiques de l'Asie, et à l'intérieur de ces limites ses recherches seront étendues à tous les champs d'activité humaine et tout ce qui est produit par la nature». Son premier soutien fut Warren Hastings, premier gouverneur général de l'Inde britannique.
Après de nombreuses difficultés la Société reçoit du gouvernement le site (3 Park Street) qu'elle occupe toujours. Un bâtiment y est construit en 1806 d'après les dessins de l'architecte français Jean-Jacques Pichou.
Une des principales activités de la société est la publication de 'Recherches asiatiques'. 20 volumes sortent de presse entre 1788 et 1836. Les minutes des rencontres mensuelles sont publiées dans le 'Journal of the Asiatic Society of Bengal'. Catalogues de manuscrits et dictionnaires de langues asiatiques furent également publiés.
Au fil des années sa bibliothèque, particulièrement riche en philologie orientale, s'enrichit de nombreux livres - et plus de 8000 manuscrits - en sanskrit, persan, turc, arabe, hindi, birman, etc. Elle possède une collection unique de xylographes tibétains, envoyés par Brian Houghton Hodgson alors qu'il est Résident au Népal, et d'illustrations bouddhistes.
Le 21 janvier 1957, le Dalaï Lama rend visite à la société asiatique.
Dans les années 1960 un nouveau bâtiment de neuf étages fut construit, sur le même site pour recevoir ses collections en continuelle expansion. Il fut inauguré en 1965 par le président de l'Inde Sarvepalli Radhakrishnan. Toujours active la société a son siège au no 1 Park Street, à Calcutta.

## Source
- Eardley Latimer : Handbook to Calcutta and environs, Oxford Book Co., Calcutta, 1963, p. 45-46.